# Eclissi solare del 12 settembre 1950
L'eclissi solare del 12 settembre 1950 è un evento astronomico che ha avuto luogo il suddetto giorno attorno alle ore 3.38 UTC. L'eclissi, di tipo totale, è stata visibile in alcune parti dell'Asia, del Nord America e della Russia.
La durata della fase massima dell'eclissi è stata di 1 minuto e 14 secondi e l'ombra lunare sulla superficie terrestre raggiunse una larghezza di 134 km; Il punto di massima totalità era in mare lontano da qualsiasi terra emersa.
L'eclissi del 12 settembre 1950 divenne la seconda eclissi solare nel 1950 e la 117ª nel XX secolo. La precedente eclissi solare si è verificata il 18 marzo 1950, la seguente il 7 marzo 1951.

## Percorso e visibilità
L'evento si è manifestato al tramonto locale dell'11 settembre sulla superficie dell'Oceano Artico a circa 240 chilometri a nord dell'isola di Baffin in Canada. Successivamente, l'ombra ha attraversato prima l'Oceano Artico a nord-ovest e poi a sud-ovest, attraversando la linea internazionale del cambio di data e subito dopo la parte orientale dell'Unione Sovietica da nord a sud, risultando in questi territori il 12 settembre. In seguito ha solcato il Mare di Bering virando gradualmente per spostarsi a sud-est, raggiungendo la massima eclissi nel mare a circa 200 chilometri a nord dell'isola di Attu. Da qui l'ombra ha nuovamente attraversato la linea di data internazionale e coperto parti delle Isole Aleutine, per finire nel Pacifico settentrionale a circa 1.400 chilometri a nord-est delle Isole Hawaii al tramonto dell'11 settembre.

## Eclissi correlate

### Eclissi solari 1950 - 1953
Questa eclissi è un membro di una serie semestrale. Un'eclissi in una serie semestrale di eclissi solari si ripete approssimativamente ogni 177 giorni e 4 ore (un semestre) in nodi alternati dell'orbita della Luna.

### Ciclo di Saros 124
L'evento appartiene alla serie 124 del ciclo di Saros che per le eclissi solari si verifica nel nodo discendente della Luna, ripetendosi ogni 18 anni, 11 giorni, contenente 73 eventi.